# Liste des épisodes du Laboratoire de Dexter

Logo français de la série d'animation.

Le Laboratoire de Dexter était une websérie d'animation en co-production avec D360 le 28 juillet 1998 diffusée depuis le 27 avril 1996 sur Cartoon Cartoon au Royaume-Uni dans l'émission Cartoon Cartoon: What a Cartoon!, la série diffusée deux épisodes pilotes avant d'être suivie par quatre saisons constituées de 78 épisodes, la chaîne Adult Swim l'a diffusé en public en 2013 sur son site Internet.

## Périodicité
| Saison | Saison   | Épisodes (3, sg.) / s4 spécial | Date originale de diffusion | Date originale de diffusion |
| Saison | Saison   | Épisodes (3, sg.) / s4 spécial | Date du premier épisode     | Date du dernier épisode     |
| ------ | -------- | ------------------------------ | --------------------------- | --------------------------- |
|        | Pilotes  | 2                              | 26 février 1995             | 10 mars 1996                |
|        | 1        | 13 / (39)                      | 27 avril 1996               | 1er janvier 1997            |
|        | 2        | 39 / (108)                     | 16 juillet 1997             | 15 juin 1998                |
|        | 3        | 13 / (36)                      | 16 novembre 2001            | 20 septembre 2002           |
|        | 4        | Warped: 13 / (38)              | 22 novembre 2002            | 20 novembre 2003            |
|        | Téléfilm | Téléfilm                       | 10 décembre 1999            | 17 octobre 2006             |

## Épisodes

### Épisodes pilotes (1995–1996)
| No. de série | Titre de l'épisode                     | Réalisation                       | Diffusion originale | Diffusion française |
| --- | -------------------------------------- | --------------------------------- | ------------------- | ------------------- |
| 1 | L'appareil magique Dexter's Laboratory | Genndy Tartakovsky                | 26 février 1995     |                     |
| Dexter et Dee Dee testent la toute dernière invention de Dexter : une télécommande qui leur permet de se transformer en animaux, ce qui les mène à de nombreux conflits. |                                        |                                   |                     |                     |
| 2 | Dee Dee La Géante The Big Sister       | Genndy Tartakovsky                | 10 mars 1996        |                     |
| Lorsque Dee Dee mange un cookie expérimental de Dexter, elle grandit et prend la ville d'à côté pour une ville de poupée. |                                        |                                   |                     |                     |
| 3 | Grand-père Dexter Old Man Dexter       | Rob Renzetti & Genndy Tartakovsky | 24 mars 1996        |                     |
| Dexter ne peut regarder un film d'horreur en famille le soir car trop jeune. Il décide alors d'accélérer son vieillissement. Mais, plutôt que de devenir un jeune homme de 21 ans, Dexter se transforme accidentellement (à la suite d'une énième maladresse de sa sœur) en un vieillard de 95 ans. Sa bécasse de mère, son imbécile de père et son idiote de soeur pensent alors qu'il s'agit vraiment du grand-père de la famille et le traitent en conséquence. |                                        |                                   |                     |                     |
| 4 | Un Moment d'égarement Dimwit Dexter    | Genndy Tartakovsky                | 10 avril 1996       |                     |
| Dexter craque à la suite de tout le travail qu'il fait ; il devient alors fou et s'humilie devant tout le voisinage. |                                        |                                   |                     |                     |

### Première saison (1996–1997)
| No. de série | Titre français | Réalisation                                                                                                 | Diffusion originale | Diffusion française | Code de production |
| --- | --- | --- | ------------------- | ------------------- | ------------------ |
| 1 | Dans la 4e Dee Dee Mension / Momo le singe : Super Magma / Une maman d'acier Deedeemensional / Magmanamus / Maternal Combat                          | Rob Renzetti & Genndy Tartakovsky / Paul Rudish & Genndy Tartakovsky / Rob Renzetti & Genndy Tartakovsky    | 28 avril 1996       |                     | 102                |
| - Dans la 4e Dee Dee Mension : Alors que Dexter devient victime de l'une de ses inventions, Dee Dee fait en retour dans le temps pour prévenir Dexter une heure avant l'accident, mais le Dexter du passé est difficile à convaincre. Dee Dee rencontre alors son double du passé et ces deux idiotes, au lieu d'avertir Dexter du danger à venir, perdent un temps précieux à faire faire des ballets à leur frère. Alors que l'épisode s'achève, on se rend compte que Dee Dee, envoyée une deuxième fois dans le passé (cette fois avec son double), interrompt Dexter au moment où celui-ci s'interrogeait sur les risques possibles de son invention. - Momo le singe : Super Magma : Momo le singe se doit de défendre sa ville contre un antagoniste, Magmanamus (Brad Garrett), un monstre souterrain constitué de magma, qui n'arrive pas à dormir à cause du bruit de la ville. - Une maman d'acier : Tandis que sa mère est tombée malade, Dexter crée une « maman-droïde » pour faire les tâches ménagères. Cependant, Dee Dee prend le contrôle de ce droïde, et, de ce fait, Dexter en crée un autre, ce qui mène à un combat entre droïdes, lequel est interrompu par l'arrivée du père des deux garnements. Celui-ci salue, dans une maison dévastée, les deux droïdes en les appelant "ma chérie", puis sa véritable femme de la même façon, sans s'apercevoir de l'invraisemblance de la situation. | | |                     |                     |                    |
| 2 | La Balle aux trousses / Momo le singe : Rasslor / Une Assistante surdouée Dexter Dodgeball / Rasslor / Dexter's Assistant                            | Craig McCracken & Genndy Tartakovsky / Genndy Tartakovsky & Paul Rudish / Rob Renzetti & Genndy Tartakovsky | 5 mai 1996          |                     | 103                |
| - La Balle aux trousses : Dexter est obligé de jouer à la balle aux prisonniers par son professeur d'éducation physique, mais perd tout le temps. Il construit alors un exosquelette robotique pour venir à bout de ses adversaires. - Momo le singe : Rasslor : un champion de catch intergalactique du nom de Rasslor ("Macho Man" Randy Savage) défie chaque superhéros de la terre, dont Momo, avec le futur de la Terre comme enjeu. - Une Assistante surdouée : Dexter a conçu une machine qui lui impose de se trouver à deux endroits en même temps. Pour pallier ce problème, il décide de chercher une assistante pour l'aider dans ses expériences. Il effectue alors une transplantation cérébrale sur sa sœur Dee Dee, remplaçant le ganglion atrophié qui lui servait de cerveau par une véritable cervelle énorme et luisante. Cependant, Dee Dee devient plus intelligente que lui et fait sortir Dexter de ses gonds. | | |                     |                     |                    |
| 3 | Le Rival de Dexter / Momo le singe : Simion / Grand-père Dexter Dexter's Rival / Simion / Old Man Dexter                                             | Genndy Tartakovsky / Paul Rudish & Genndy Tartakovsky / Rob Renzetti & Genndy Tartakovsky                   | 12 mai 1996         |                     | 101                |
| - Le Rival de Dexter : Un nouvel étudiant, Mandark Astronomonov, gonflé d'arrogance, vient d'arriver dans l'école de Dexter et devient rapidement le rival de ce dernier dans tous les domaines, ce qui force même Dexter à fermer son laboratoire. Apprenant que Mandark est amoureux de Dee Dee (dont il partage la morphologie) Dexter envoie sa sœur chez son rival. Emportée par son enthousiasme lorsque Mandark lui propose de danser, Dee Dee détruit son laboratoire en exécutant ses pas de danse. Cet épisode marque la première apparition de Mandark dans la série. - Momo le singe : Simion : Momo fait la rencontre d'un chimpanzé anthropomorphe du nom de Simion (Maurice LaMarche), qui planifie de se venger des humains. - Grand-père Dexter : Dexter ne peut regarder un film d'horreur en famille le soir car trop jeune. Il décide alors d'accélérer son vieillissement. Mais, plutôt que de devenir un jeune homme de 21 ans, Dexter se transforme accidentellement (à la suite d'une énième maladresse de sa sœur) en un vieillard de 95 ans. Sa bécasse de mère, son imbécile de père et son idiote de soeur pensent alors qu'il s'agit vraiment du grand-père de la famille et le traitent en conséquence. | | |                     |                     |                    |
| 4 | Les Clones / Momo le singe : Barbequor / Le Laboratoire de Dexter (L'appareil magique) Double Trouble / Barbequor / Dexter's Laboratory              | Rob Renzetti & Genndy Tartakovsky / Paul Rudish & Genndy Tartakovsky / Genndy Tartakovsky                   | 19 mai 1996         |                     | 104                |
| - Les Clones : Dee Dee et ses amies Lee Lee et Mee Mee entrent dans le laboratoire de Dexter et créent le chaos. Entre-temps, elles se dupliquent dans une machine à clones ; Dexter fait de même pour arrêter tous ces clones. - Momo le singe : Barbequor : l'anniversaire de Momo est interrompu par un antagoniste, Barbequor, qui tente de manger la Terre pour son diner. - Le Laboratoire de Dexter (L'appareil magique) : rediffusion du titre éponyme diffusé sur What a Cartoon!. | | |                     |                     |                    |
| 5 | Jurassic Toutou / Momo le singe : Organ le Barbare / Un Moment d'égarement Jurassic Pooch / Orgon Grindor / Dimwit Dexter                            | Craig McCracken & Genndy Tartakovsky / Paul Rudish & Genndy Tartakovsky / Genndy Tartakovsky                | 26 mai 1996         |                     | 106                |
| - Jurassic Toutou : Dexter utilise l'ADN d'un chien pour créer un dinosaure ; c'est une réussite, mais le dinosaure agit comme un chien. Sa simplette de sœur et ses abrutis de parents sont persuadés que le dinosaure (qui est un tyrannosaure) est vraiment un chien. - Momo le singe : Organ le Barbare : alors qu'il a rendez-vous avec la ravissante Agent Honeydew, Momo est hypnotisé par la musique d'un antagoniste, Organ Grindor, qui le contrôle pour voler tout l'argent de Fort Knox. - Un Moment d'égarement : Dexter craque à la suite de tout le travail qu'il fait ; il devient alors fou et s'humilie devant tout le voisinage. | | |                     |                     |                    |
| 6 | La Chambre de Dee Dee / Momo le singe : Huntor / Dee Dee la Géante Dee Dee's Room / Huntor / The Big Sister                                          | Genndy Tartakovsky / Paul Rudish & Genndy Tartakovsky / Genndy Tartakovsky                                  | 2 juillet 1996      |                     | 105                |
| - La Chambre de Dee Dee : L'une des inventions de Dexter a été volée par Dee Dee, Dexter s'aventure alors dans la chambre de cette dernière pour la retrouver. - Momo le singe : Huntor : Momo fait la rencontre d'un alien nommé Huntor et doit le vaincre. - Dee Dee la Géante : rediffusion du titre éponyme diffusé sur What a Cartoon!. | | |                     |                     |                    |
| 7 | Super héros cherche assistant(e) / Les Frères Justice / Fin de partie (Le Maître du virtuel) Star Spangled Sidekicks / TV Super Pals / Game Over     | Genndy Tartakovsky / Craig McCracken & Genndy Tartakovsky / Craig McCracken & Genndy Tartakovsky            | 20 novembre 1996    |                     | 107                |
| - Super héros cherche assistant(e) : Dexter et Dee Dee veulent tous les deux être l'assistant du Capitaine USA. Tandis que Dee Dee gagne la confiance du Capitaine USA, Dexter réalise que porter un costume de superhéros ne fait pas un superhéros. - Les Frères Justice : Avec une seule télévision dans leur appartement, Capitaine USA, Krounk et Valhallen ne savent pas quoi regarder. - 'Fin de partie (Le Maître du virtuel) : Le père de Dexter et Dee Dee achète un jeu vidéo, qui se révèle être un virus informatique lequel téléporte Dexter dans le jeu même. Celui-ci est alors contraint de faire appel à sa sœur, meilleure que lui aux jeux vidéo. | | |                     |                     |                    |
| 8 | Lisa (Baby-sitter blues) / Les Frères Justice : La Chambre de Valhallen / La Machine à rêver Babysitter Blues / Valhallen's Room / Dream Machine     | Craig McCracken & Rob Renzetti / Genndy Tartakovsky / Rob Renzetti & Genndy Tartakovsky                     | 27 novembre 1996    |                     | 111                |
| - Babysitter Blues : Dexter a un faible pour sa babysitter adolescente Lisa. Il intrigue pour la conduire à rompre et utilise sa machine à vieillir pour avoir 18 ans. Malheureusement, il se transforme en un adolescent binoclard et boutonneux avant de se trouver confronté au petit ami de la babysitter. - Les Frères Justice : La Chambre de Valhallen : La guitare de Valhallen est perdue. - La Machine à rêver : Dexter tente de résoudre son problème de cauchemar. Il confie la supervision de son expérience à Dee Dee tandis qu'il dort en étant connecté à une machine destinée à optimiser ses rêves. Malheureusement, Dee Dee s'endort à son tour et le rêve tourne au cauchemar. | | |                     |                     |                    |
| 9 | Le Drame de la Maison de Poupée / Les Frères Justice : Krounck est amoureux / L'Omelette au fromage Doll House Drama / Krunk's Date / The Big Cheese | Rob Renzetti / Genndy Tartakovsky / Genndy Tartakovsky                                                      | 4 décembre 1996     |                     | 108                |
| - Le Drame de la Maison de Poupée : Dexter ayant suspecté Dee Dee d'être entré dans son laboratoire, il tente de l'espionner pour prouver sa culpabilité. Il se rapetisse pour passer incognito sous le pas de la porte de la chambre de celle-ci. Toutefois, il est victime d'hallucinations et prend les poupées de Dee Dee pour de véritables personnes. - Les Frères Justice : Krunck est amoureux : Krunk tente de séduire son équivalent féminin. - L'Omelette au fromage : Dexter invente une machine lui permettant d'apprendre le français pendant la nuit ; le disque se répétant en boucle, il n'apprend qu'une seule phrase : « Omelette au fromage » (« Omelette du [sic] fromage » en VO). De ce fait, il ne fait que répéter la même phrase toute la journée. Par une série d'heureux hasards, cette phrase fait de lui une star...jusqu'à ce qu'il soit confronté au système de sécurité de son laboratoire.... | | |                     |                     |                    |
| 10 | Médeedeetation transcendantale / Les Frères Justice : Sacré Oncle Sam / Tribale poursuite Way of the Dee Dee / Say Uncle Sam / Tribe Called Girl     | Paul Rudish & Genndy Tartakovsky / Genndy Tartakovsky / Genndy Tartakovsky                                  | 11 décembre 1996    |                     | 110                |
| - Médeedeetation transcendantale : Après une dispute avec son frère qui la traite de triple buse à roulettes, de bougre de cataclysme ambulant, de calamité, de vandale et de terroriste, Dee Dee apprend à Dexter à se focaliser sur la vie extérieure plutôt que sur ses expériences scientifiques. De retour dans son laboratoire, Dexter est emporté par un enthousiasme hystérique et commence à détruire les lieux. Dee Dee le gifle pour lui faire reprendre ses esprits et lui exprime alors ses regrets d'avoir essayé de changer sa nature avant de quitter le laboratoire, en pleurs. Silencieusement, Dexter se remet au travail. - Les Frères Justice : Sacré Oncle Sam : Capitaine USA force Krounk et Valhallen à emprunter une identité traditionnelle américaine avant que son oncle militaire, Oncle Sam, lequel l'a gravement traumatisé lorsqu'il était enfant, ne lui rende visite. Finalement, son oncle se révèle être devenu un véritable baba cool et Capitaine USA de tomber dans les pommes dans l'indifférence générale. - Tribale poursuite : Pour en apprendre plus sur les filles, Dexter se camoufle et s'introduit discrètement dans la chambre de Dee Dee, durant une pyjama party avec ses deux amies Lee Lee et Mee Mee. Cependant, il est attrapé et forcé de participer à leur petite fête.                                                                                     | | |                     |                     |                    |
| 11 | Rendez-vous à Friandise Land / Les Frères Justice : Ratman / La Dette de Dexter Space Case / Ratman / Dexter's Debt                                  | Rob Renzetti & Genndy Tartakovsky / Genndy Tartakovsky / Genndy Tartakovsky                                 | 18 décembre 1996    |                     | 109                |
| - Rendez-vous à Friandise Land : Dexter laisse Dee Dee se faire kidnapper par des extra-terrestres pour des expériences (et pour avoir la paix) en lui faisant croire qu'ils l'emmènent pour une virée vers une île remplie de bonbons : Friandise Land. Mais il se rend bien vite compte à quel point sa grande sœur lui manque... - Les Frères Justice : Ratman : Tentant de réparer la plomberie, Krounk et Valhallen se dirigent dans les égouts et font la rencontre de Ratman. - La Dette de Dexter : Le laboratoire de Dexter est menacé d'être révélé à moins que ce dernier ne paye $200 000 000 à la NASA. Dee Dee, entre-temps, gagne au loto une somme d'argent similaire, et Dexter tente de la lui soutirer. Lorsque Dee Dee reçoit en mains propres le chèque de 200 millions, sa mère trouve cela parfaitement naturel et l'idiote de Dee Dee de le mettre bêtement dans sa tirelire avec un sourire niais! | | |                     |                     |                    |
| 12 | Le Rival de Dexter / Les Frères Justice : L'Abeille / Mandark Dexter's Rival / Bee Where? / Mandarker                                                | Genndy Tartakovsky / Paul Rudish & Genndy Tartakovsky / Genndy Tartakovsky                                  | 25 décembre 1996    |                     | 112                |
| - Le Rival de Dexter : rediffusion du troisième épisode. - Les Frères Justice : L'Abeille : Capitaine USA, Krounk et Valhallen tentent d'expulser une abeille infiltrée dans leur appartement. - Mandark : À la suite de la destruction de son laboratoire par Dexter et Dee Dee, Mandark tente de battre celui-ci à un concours de science. Il invoque alors un monstre par un rituel de magie, mais la créature s'attaque à Dee Dee et les deux rivaux sont contraints de faire équipe. | | |                     |                     |                    |
| 13 | La Combinaison gonflable / Les Frères Justice : Le Tigre Blanc / Histoire de monstres Inflata Dee Dee / Can't Nap / Monstory                         | Genndy Tartakovsky / Genndy Tartakovsky / Rob Renzetti & Genndy Tartakovsky                                 | 1er janvier 1997    |                     | 113                |
| - La Combinaison gonflable : Dee Dee vole la combinaison gonflable de Dexter et s'amuse à flotter dans les airs avec. Finalement, la combinaison est crevée. Devant la tristesse de son frère, Dee Dee attache des ballons d'hélium aux lambeaux de celle-ci, qui emportent un Dexter médusé et exaspéré dans les airs. - Les Frères Justice : Le Tigre Blanc : - Histoire de monstres : Exaspéré par l'histoire que veut lui raconter Dee Dee, Dexter lui fait ingérer une potion qui devait la réduire au silence. Néanmoins, cette formule la transforme littéralement en monstre. En riposte, Dexter tente de se transformer lui-aussi en monstre. | | |                     |                     |                    |

### Deuxième saison (1997–1998)
| No. de série | Titre français | Réalisation                                                                                | Date originale    | Date française | Code de production |
| --- | --- | ------------------------------------------------------------------------------------------ | ----------------- | -------------- | ------------------ |
| 14 | Mon Royaume pour une barbe / Quoin-Quoin le Canard / Saletés de fourmis The Beard to Be Feared / Quackor the Fowl / Ant Pants                                                             | Genndy Tartakovsky                                                                         | 16 juillet 1997   |                | 202                |
| - Mon Royaume pour une barbe : Après avoir regardé un téléfilm d'Action Hank, Dexter se laisse pousser la barbe à l'effigie de son héros, mais la police le confond avec le véritable Action Hank, alors même que Dexter mesure approximativement un mètre cinquante de moins que lui. Contraint de débusquer des bandits qui se livrent à un trafic de farine (qui parodie un trafic de drogue), Dexter est finalement secondé par le véritable Action Hank et tous deux combattent en attachant leurs barbes. La victoire acquise, Action Hank donne une violente tape amicale dans le dos de Dexter qui l'envoie rouler dans un sac de farine. Sa barbe étant désormais blanche, le pauvre garçon est alors embarqué de force par des lutins sur un traineau tiré par des rennes, et qui le prennent pour le père Noël, lui reprochant sa disparition durant plus d'un mois et l'inquiétude mortifère de Madame Père Noël! - Quoin-Quoin le Canard : Mandark décide d'amener Quoin-Quoin, son canard pour son exposé en classe face à Dexter, qui lui veut amener Momo le singe. Tous les garçons espèrent que leur animal respectif va accomplir une action extraordinaire, due aux nombreuses expériences accomplies sur les deux animaux, mais sans succès. Ils se résignent donc au petit tour qu'ils leur ont appris (dans les deux cas, un claquement de doigts qui conduit les deux animaux à effectuer un saut périlleux arrière) Cependant, le canard et le singe se battent durant la nuit pour déterminer lequel d'entre eux est le plus fort, en utilisant leurs super-pouvoirs. Le jour de l'exposé, ils sont trop épuisés pour accomplir leur petit tour, malgré les claquements de doigts répétés de Dexter et Mandark. Les deux garçons commencent à se disputer et alors que leur professeur claque des doigts pour obtenir le silence, tous deux font un saut périlleux arrière. - Saletés de fourmis : Dexter retrouve Dee Dee voulant tuer des fourmis, mais celui-ci veut lui prouver que les fourmis sont suffisamment évoluées pour mériter de l'attention. De ce fait, ils se rétrécissent et explorent la ferme à fourmis de Dexter... qui se révèle être un monde esclavagiste où ce dernier - déguisé en fourmi - est contraint de travailler. Revenus finalement à leur taille normale, Dee Dee, qui a passé une bonne partie de l'épisode à apprendre des pas de danse aux fourmis, s'enthousiasme pour leur mode de vie, alors que Dexter les piétine méticuleusement. | |                                                                                            |                   |                |                    |
| 15 | MAMAN et JERRY / Chubby Cheese / Le Robot fou Mom and Jerry / Chubby Cheese / That Crazy Robot                                                                                            | Robert Alvarez / Rob Renzetti / Rob Renzetti                                               | 23 juillet 1997   |                | 201                |
| - MAMAN et JERRY : Dexter transplante accidentellement son cerveau avec celui d'une souris. Le titre original (Mom and Jerry) est une référence évidente à la série "Tom & Jerry" - Chubby Cheese : Durant un diner à la pizzeria Chubby Cheese, Dexter tente de gagner à un jeu d'arcade en trichant avec l'une de ses inventions pour battre Dee Dee. Il est cependant attrapé par la sécurité, tenue par de dangereux psychopathes! - Le Robot Fou : L'un des robots de Dexter devient le serviteur de Dee Dee ; de ce fait le robot se lie d'amitié avec elle et veut détruire ceux qu'il considère nuisible pour Dee Dee, dont ses copines, sa mère et Dexter. | |                                                                                            |                   |                |                    |
| 16 | Dee Dee Maître du Jeu / Partie de bras de fer D & DD / Hamhocks and Armlocks | Genndy Tartakovsky / Rob Renzetti & Genndy Tartakovsky                                     | 30 juillet 1997   |                | 203                |
| - Dee Dee Maître du Jeu : Lorsque les amis de Dexter deviennent fatigués de la façon dont celui-ci joue, ils décident de laisser Dee Dee prendre sa place et devenir maîtresse du jeu à Donjons et Dragons. - Partie de bras de fer : Le père de Dexter est défié au bras de fer dans un restau-route douteux par un type nommé Earl, stéréotype du camionneur qu'il faudrait exécuter sommairement sans autre forme de procès! À cause de la force de Earl, et de sa détermination de voir son père le battre, Dexter invente un bras en acier et le greffe à son père qui ne s'en rend même pas compte, nigaud qu'il est! | |                                                                                            |                   |                |                    |
| 17 | Dexter et les légumes / Koosy (Koosy ou Joli Cœur) / Le Temps suspendu Hunger Strikes / The Koos Is Loose / Morning Stretch                                                               | Rob Renzetti / Robert Alvarez / Rob Renzetti                                               | 6 août 1997       |                | 205                |
| - Dexter et les légumes : Dexter est privé de dessert car il n'a pas mangé ses légumes, il tente d'apprécier les légumes grâce à son invention. - Koosy (Koosy ou Joli Cœur) : L'ami imaginaire de Dee Dee, Koosalagoopagoop (Dom DeLuise), prend vie et ennuie Dexter. - Le Temps suspendu : Étant resté tard dans son laboratoire, Dexter s'endort et se réveille seulement une minute avant l'arrivée du bus scolaire. Il utilise alors un casque qui ralentit le temps autour de lui, mais apprend finalement que l'école est fermée pour cause de neige. | |                                                                                            |                   |                |                    |
| 18 | Dee Dee au Pays des Contes / Danger antimatière / Panique à la Bibliothèque Dee Dee Locks and the Loch Ness Monster / Backfire / Book 'Em                                                 | Robert Alvarez & Genndy Tartakovsky / Rob Renzetti / Robert Alvarez                        | 13 août 1997      |                | 204                |
| - Dee Dee au Pays des Contes : La mère de Dexter lui demande de lire une histoire pour Dee Dee, qui est malade. Cependant, Dee Dee s'ennuie de l'histoire de Dexter et en invente une autre. Dexter finit par tomber malade à son tour. - Danger antimatière : Dexter transforme accidentellement sa sœur en voiture familiale rose de son père. - Panique à la Bibliothèque : Dexter ayant pris un livre sans le faire tamponner à la bibliothèque, celui-ci accompagné de sa sœur tente de le ramener pendant la nuit. Attrapé par la bibliothécaire, il est contraint de lire des contes mièvres à de jeunes auditeurs, à son grand dam. | |                                                                                            |                   |                |                    |
| 19 | Ça groove à donf avec Dee Dee / Un Groll ça va, trois Grolls bonjour les dégâts / Le Laboratoire perdu Sister's Got a Brand New Bag / Shoo, Shoe Gnomes / Lab of the Lost                 | Genndy Tartakovsky / Rob Renzetti / Genndy Tartakovsky                                     | 20 août 1997      |                | 207                |
| - Ça groove à donf avec Dee Dee : Le nouveau pas de danse de Dee Dee ennuie Dexter. - Un Groll ça va, trois Grolls bonjour les dégâts : Dexter fait appel à des gnomes cordonniers pour réparer ses bottes défectueuses. - Le Laboratoire perdu : Dexter atterrit accidentellement dans une ancienne partie de son laboratoire. | |                                                                                            |                   |                |                    |
| 20 | Les Étiquettes / Jeu télévisé / Le Voyage fantastique Labels / Game Show / Fantastic Boyage                                                                                               | Rob Renzetti / Robert Alvarez / Robert Alvarez                                             | 28 août 1997      |                | 206                |
| - Les Étiquettes : Dexter et Dee Dee imposent des étiquettes sur les choses qui leur appartiennent. - Jeu télévisé : Dexter et Dee Dee s'affrontent l'un contre l'autre dans un jeu télévisé. - Le Voyage fantastique : Dexter tente de se rétrécir et de s'injecter dans sa sœur pour découvrir de quel virus elle est atteinte. Cependant, il est accidentellement injecté dans son chien. | |                                                                                            |                   |                |                    |
| 21 | Comme un Poisson dans l'eau / La Disquette dorée Filet of Soul / Golden Diskette | Genndy Tartakovsky                                                                         | 3 septembre 1997  |                | 211                |
| - Comme un Poisson dans l'eau : Dexter et Dee Dee refusent de noyer le cadavre de leur poisson décédé, Bubulle, dans les toilettes. De ce fait, son esprit les hante. - La Disquette dorée : Dee Dee gagne une disquette dorée, lui permettant l'accès au laboratoire du professeur Hawk, référence évidente au véritable professeur Stephen Hawking. La disquette dorée, quant à elle, est une référence à Charlie et la chocolaterie. | |                                                                                            |                   |                |                    |
| 22 | Mystères et boules de neige / Amitié à vendre / La Mach 5 Snowdown / Figure Not Included / Mock 5                                                                                         | Robert Alvarez & Genndy Tartakovsky / Rob Renzetti / Rob Renzetti & Genndy Tartakovsky     | 10 septembre 1997 |                | 212                |
| - Mystères et boules de neige : Alors que Dexter, hors de lui, devient victime des boules de neige envoyées par Dee Dee, son père, qui voue un culte pathologique aux boules de neige, lui enseigne comment esquiver et riposter face à ces attaques. Finalement, il est révélé que cette obsession du père de Dexter pour les boules de neige vient du fait qu'il en avait reçu une petite par sa propre femme lorsque tous deux étaient encore au lycée. Prenant subitement conscience du ridicule de la situation, le père en oublie sa rancune. - Amitié à vendre : Dexter fabrique ses propres figurines du Capitaine USA pour se faire des amis. Les figurines s'avérant défectueuses, il est sur le point d'être attaqué par ses "amis" lorsque le véritable Capitaine USA débarque et emporte Dexter...pour lui annoncer qu'il va déposer plainte contre lui pour usage non autorisé de son image. - La Mach 5 : Parodie du célèbre manga/anime Speed Racer, cet épisode montre Dexter participant à un concours de caisses à savon annuel. Les mouvements et dialogues sont similaires à l'anime. | |                                                                                            |                   |                |                    |
| 23 | La Chose / Le Jeu de piste / La Guerre des microbes Ewww That's Growth / Nuclear Confusion / Germ Warfare                                                                                 | Rob Renzetti / Robert Alvarez / Robert Alvarez & Genndy Tartakovsky                        | 17 septembre 1997 |                | 208                |
| - La Chose : Inapte à monter sur un grand huit à cause de sa taille, Dexter réussit à faire une poussée de croissance phénoménale et gagne rapidement en taille. Malheureusement, sa croissance ne s'arrête pas, et le temps d'attente étant tel (275 minutes !) qu'au moment de prendre place dans le manège, Dexter est désormais trop grand et heurte de plein fouet l'entrée d'un tunnel sur le parcours du grand huit. - Le Jeu de piste : Dee Dee emprunte un atome d'uranium géant à Dexter et lui impose une chasse au trésor pour le retrouver. Dexter doit faire vite car il s'agit d'un objet dangereux...La chasse qui s'achève dans la chambre de Dee Dee, parodie le début du film "Les aventuriers de l'arche perdue" - La Guerre des microbes : Sa famille souffrant d'une grave grippe, Dexter tente de ne pas être malade. | |                                                                                            |                   |                |                    |
| 24 | Une Journée de chien / À fond la caisse / Vingt Mille Ploufs sous les mers A Hard Day's Day / Road Rash / Ocean Commotion                                                                 | Rob Renzetti                                                                               | 24 septembre 1997 |                | 210                |
| - Une Journée de chien : Dexter tente de dévier la lune de sa trajectoire afin de laisser filtrer des « rayons célestes » lui permettant de passer de bonnes journées. Hélas, le satellite s'écrase sur le laboratoire qui est complètement détruit. - À fond la caisse : Les parents de Dexter lui achètent un vélo pour qu'il fasse de l'exercice, mais il est incapable d'attraper sa sœur en roller, toutes ses tentatives se retournant contre lui. Cet épisode parodie les films des Looney toons. - Vingt Mille Ploufs sous les mers : La famille de Dexter part à la plage, où Dexter communique avec les baleines, tandis que Dee Dee, déguisée en sirène se fait capturer par des pirates, avant d'être finalement pêchée par son propre père qui ne se rend même pas compte qu'il s'agit de sa fille. | |                                                                                            |                   |                |                    |
| 25 | Le Mystère de l'autocar / Les Frères Justice : Toc et Choc / Les Vacances de Dexter The Bus Boy / Things That Go Bonk in the Night / Ol' McDexter                                         | Rob Renzetti & Genndy Tartakovsky/Genndy Tartakovsky/Robert Alvarez & Genndy Tartakovsky   | 1er octobre 1997  |                | 209                |
| - Le Mystère de l'autocar : Deux filles lancent le crayon de Dexter au fond de l'auto-car scolaire, qui s'avère être hanté. Dexter ne croyant à aucune des histoires racontées par les autres enfants se fraye un chemin au fond de l'auto-car et secourt un adulte nommé Billy, prisonnier depuis 30 ans d'un chewing-gum. - Les Frères Justice : Toc et Choc : Après un marathon télévisé de marionnettes, Krounk rêve être attaqué par celles-ci. - Les Vacances de Dexter : Dexter part en vacances dans une ferme reculée et loin de la civilisation, occupée par des Amish, tandis que sa sœur est dans un camp d'astronautes. | |                                                                                            |                   |                |                    |
| 26 | Big Foot et Dee Dee / Des Photos compromettantes Sassy Come Home / Photo Finish | Genndy Tartakovsky / Robert Alvarez & Genndy Tartakovsky                                   | 8 octobre 1997    |                | 213                |
| - Big Foot et Dee Dee : Lors d'un camping, Dee Dee se lie d'amitié avec un sasquatch aux grands pieds. - Des Photos compromettantes : Dee Dee prend des photos du laboratoire de Dexter. Ce dernier tente d'empêcher à tout prix le développement de ces photos. Il localise le laboratoire de développement en confiant une fausse pellicule (en fait, un émetteur) au guichetier chargé de les envoyer. La pellicule après un voyage à 800 km/s, conduit Dexter dans un complexe à l'allure militaire, où les employées sont toutes de charmantes jeunes femmes, travaillant pour un sinistre personnage qui porte un œil bionique. Cet épisode est une parodie des films de James Bond, en particulier l'opus "Goldfinger" notamment lorsque Dexter est attaché sur une table alors qu'un laser se rapproche de lui. (Le discours "You expect me to talk? - I expect you to die" devenant : "I expect you to smile"). Ayant finalement réussi à s'échapper, Dexter arrive trop tard pour empêcher sa mère de récupérer les photos. Mais Dee Dee avait son doigt sur l'objectif et toutes les photos sont donc ratées. | |                                                                                            |                   |                |                    |
| 27 | Star Check : Une Convention peu conventionnelle / Opération mains propres / Le Marchand de glaces Star Check Unconventional / Dexter Is Dirty / Ice Cream Scream                          | Rob Renzetti / Genndy Tartakovsky / Robert Alvarez                                         | 15 octobre 1997   |                | 215                |
| - Star Check : Une Convention peu conventionnelle : Dexter et ses amis tentent d'échapper à une convention de poupées Darbie. - Opération mains propres : Dexter est fatigué de prendre des bains, il tente à tout prix d'arrêter d'en prendre. - Le Marchand de glaces : Dexter ne peut acheter de glaces au marchand de glace à la suite d'un incident. | |                                                                                            |                   |                |                    |
| 28 | Le code secret / Super Maman / UltraNaze 2000 Decode of Honor / World's Greatest Mom / Ultrajerk 2000                                                                                     | Robert Alvarez & Genndy Tartakovsky / Rob Renzetti / Robert Alvarez                        | 22 octobre 1997   |                | 214                |
| - Le code secret : Les décodeurs de Dexter et Dee Dee cachent un message secret, les deux leur permettent d'accéder à deux clans différents. Malheureusement, ils échangent par erreur leurs codes. - Super Maman : Dexter attribue accidentellement des supers-pouvoirs à sa mère, une fois frappée par un rayon d'énergie. Elle ne remarque pas ses supers-pouvoirs. - Ultra Naze 2000 : Dexter crée un nouveau robot appelé Ultramark 2000 pour l'assister dans le maintien de son laboratoire. Cependant, rien ne se passe comme prévu et le robot de prendre le pouvoir dans le laboratoire. Dexter, sur le point d'être détruit par son invention, ne doit son salut qu'à l'arrivée de Dee Dee qui convainc involontairement les systèmes d'attaque du robot que l'unité centrale est Dexter lui-même ce qui les pousse à s'auto-détruire. | |                                                                                            |                   |                |                    |
| 29 | La tortue qui valait 3 milliards / Surprise / La Chupacabra Techno Turtle / Surprise! / Got Your Goat                                                                                     | Rob Renzetti / Robert Alvarez / Robert Alvarez & Genndy Tartakovsky                        | 29 octobre 1997   |                | 216                |
| - La tortue qui valait 3 milliards : La tortue devenue amie avec Dee Dee étant gravement blessée, Dexter la soigne et lui attribue également une meilleure résistance. - Surprise : Le jour de son anniversaire, Dexter se rend invisible pour lui permettre de voir quels cadeaux lui ont acheté ses parents. - La Chupacabra : Dexter et Dee Dee partent en Amérique du Sud pour attraper la légendaire chupacabra, qui serait apparemment une expérience de Dexter. | |                                                                                            |                   |                |                    |
| 30 | Vocalises / Police secours / La Décharge publique Dee Dee Be Deep / 911 / Down in the Dumps                                                                                               | Genndy Tartakovsky / Rob Renzetti & Genndy Tartakovsky / Robert Alvarez                    | 5 novembre 1997   |                | 218                |
| - Vocalises : Dexter déteste la voix de Dee Dee lorsqu'elle chante, il décide alors d'y remédier en lui attribuant une voix plus masculine. - Police secours : Un épisode d' Action Hank étant interrompu par l'Emergency Broadcast System, Dexter tente d'y remédier. - La Décharge publique : Furieux, Dexter balance la peluche préférée de Dee Dee aux ordures. De ce fait, tous les deux partent dans la décharge publique pour la ramener. En état de choc à la suite de la perte de son ours, Dee Dee ne dit plus rien d'autre que : « Monsieur gros nounours » d'une voix blanche durant tout l'épisode. Au moment de le retrouver, et alors qu'elle se trouve avec son frère dans une machine qui creuse dans la montagne de déchets, Dee Dee, tout à sa joie de récupérer incessamment sa peluche, appuie sur tous les boutons, ce qui enclenche la séquence d'auto-destruction. Émergeant des déchets, Dee Dee et Dexter sont alors "récupérés" par un homme, choqué qu'on puisse "jeter des enfants en parfait état" | |                                                                                            |                   |                |                    |
| 31 | Les Cookies portent malheur / Le Roi des muffins Unfortunate Cookie / The Muffin King | Robert Alvarez & Genndy Tartakovsky/Rob Renzetti                                           | 12 novembre 1997  |                | 217                |
| - Les Cookies portent malheur : Dexter et Dee Dee doivent traverser Chinatown pour résoudre leur problème de doigt collé l'un à l'autre par un gadget chinois. - Le Roi des muffins : Dexter et Dee Dee doivent protéger les muffins préparés par leur mère face à leur père. Après avoir tenté de faire basculer Dexter du côté obscur des muffins et lui avoir révélé...qu'il est son père (ce à quoi Dexter ne peut croire, avant de reprendre ses esprits) Finalement, il s'allie à un écureuil pour obtenir ce qu'il désire. | |                                                                                            |                   |                |                    |
| 32 | La Photo de classe / Une Imagination élastique / Dexter en redressement Picture Day / Now That's a Stretch / Dexter Detention                                                             | Genndy Tartakovsky / Genndy Tartakovsky / Rob Renzetti                                     | 19 novembre 1997  |                | 219                |
| - La Photo de classe : Dexter en a assez de ne pas avoir de photo de classe décente. De ce fait, il tente de changer son apparence. - Une Imagination élastique : Dexter ne peut atteindre les outils de son laboratoire, et décide d'attribuer à son corps l'élasticité d'un chewing-gum. Dee Dee en profite pour s'amuser aux dépens de son frère. - Dexter en redressement : Dexter est collé après avoir crié sur l'un de ses camarades de classe. Alors qu'il s'évade avec ses amis de la classe de colle en creusant un trou dans le sol, il atterrit accidentellement dans une prison d'État. | |                                                                                            |                   |                |                    |
| 33 | Retour en enfance / Momo le singe : Peltra / Drôles de filles Don't Be a Baby / Peltra / G.I.R.L. Squad                                                                                   | Robert Alvarez & Genndy Tartakovsky / Genndy Tartakovsky / Rumen Petkov                    | 26 novembre 1997  |                | 221                |
| - Retour en enfance : Dexter tente de se faire vieillir lui et sa sœur pour voir un film au cinéma, mais à la suite d'un problème de branchements, consécutif à la maladresse de Dee Dee, seul leur entourage a rajeuni. - Momo le singe : Peltra : Peltra veut transformer Momo en manteau de fourrure. - Drôles de filles : Après avoir assisté à une séance de prévention criminelle à leur école, Dee Dee et ses copines tentent de combattre le crime à leur manière. | |                                                                                            |                   |                |                    |
| 34 | Un Grand sportif / Koos a la Goop a Goop / Le Projet de Dee Dee Sports a Poppin' / Koosalagoopagoop / Project Dee Dee                                                                     | Rob Renzetti & Genndy Tartakovsky / Genndy Tartakovsky / Robert Alvarez                    | 3 décembre 1997   |                | 222                |
| - Un Grand sportif : Le père de Dexter tente d'apprendre à son fils les rudiments du sport, mais réalise que son fils ne convient à aucun sport et abandonne. On voit alors Dexter combattre un monstre sorti d'un portail dimensionnel (ouvert accidentellement par Dee Dee) en utilisant toutes les techniques sportives qu'il avait été incapable de reproduire durant l'épisode, alors que son père soupire de désespoir, sans s'en apercevoir. - Koos a la Goop a Goop : Dee Dee entre dans le monde imaginaire de Koosalagoopagoop. - Le Projet de Dee Dee : Dexter tente d'aider sa sœur pour un projet de science en classe. S'imaginant recevoir le prix Nobel de la paix et un poney, Dee Dee finit par accepter. | |                                                                                            |                   |                |                    |
| 35 | Panne de café / Au Pays de Puffy / Surcharge Topped Off / Dee Dee's Tail / No Power Trip                                                                                                  | Genndy Tartakovsky / Rumen Petkov / Rumen Petkov                                           | 14 janvier 1998   |                | 220                |
| - Panne de café : Dexter et Dee Dee font l'expérience du goût du café et en deviennent accros. - Au Pays de Puffy : Dexter transforme Dee Dee en un poney rose et essaie de l'exploiter comme bête de trait. - Surcharge : Malgré les avertissements de son unité centrale, Dexter consomme trop d'électricité et son laboratoire tombe en panne. Il tente alors de trouver une énergie alternative. | |                                                                                            |                   |                |                    |
| 36 | Une Maman peut en cacher une autre / La Nuit du Clown Garou Sister Mom / The Laughing | Rob Renzetti & Genndy Tartakovsky / Robert Alvarez & Genndy Tartakovsky                    | 21 janvier 1998   |                | 227                |
| - Une Maman peut en cacher une autre : Dexter étant obligé de ramener sa mère à l'école pour une faute qu'il a commise, il déguise sa sœur Dee Dee, la faisant passer pour sa mère. Toutefois, Dee Dee ne peut s'empêcher de se comporter comme une incurable idiote ce qui provoque la rage bouillonnante de Dexter. - La Nuit du Clown Garou : Dexter est mordu par le dentier d'un clown pendant l'anniversaire de Dee Dee. De ce fait, il se transforme en clown la nuit et terrorise les habitants. | |                                                                                            |                   |                |                    |
| 37 | Histoire de Chien / Les Coupons de réduction / Dexter a peur de l'eau Dexter's Lab: A Story / Coupon for Craziness / Better Off Wet                                                       | Genndy Tartakovsky / Rumen Petkov / John McIntyre                                          | 28 janvier 1998   |                | 224                |
| - Histoire de Chien : Dexter adopte un labrador et lui attribue le pouvoir de communiquer par la parole pour découvrir les raisons qui le poussent à aboyer non loin d'une machine de son laboratoire. Cependant, le chien n'a rien d'intéressant à dire et ses prises de paroles incessantes font littéralement sortir Dexter de ses gonds. - Les Coupons de réduction : Dexter prend accidentellement la place d'un autre petit garçon dans sa famille de scientifiques alors qu'ils sont dans un magasin. Aucun des parents ne prend conscience de l'échange alors que le caractère de Dexter et du garçon dont il a pris la place sont radicalement opposé. - Dexter a peur de l'eau : Dexter tente d'éviter d'être poussé dans l'eau de leur piscine par son père, comme chaque année. Ce dernier en fait une affaire personnelle, à la limite du pathologique. | |                                                                                            |                   |                |                    |
| 38 | Alerte au gaz / La Guerre des héros / Élève moyen Critical Gas / Let's Save the World You Jerk! / Average Joe                                                                             | Rumen Petkov / John McIntyre / Rumen Petkov                                                | 2 février 1998    |                | 226                |
| - Alerte au gaz : Dexter se rend compte qu'il lui reste 30 minutes à vivre après avoir ingurgité un burrito géant. Cependant, il ne s'agissait que d'une flatulence. - La Guerre des héros : Dexter et Mandark s'associent pour détruire des astéroïdes se dirigeant vers la Terre. Ils construisent chacun une moitié de robot à leur effigie et les collent ensemble. Cependant, ils ne parviennent pas à passer outre leur rancœur et la Terre est finalement détruite, causant la mort de milliards de personnes! - Élève moyen : Un test d'intelligence évalue Dexter en tant qu'élève « moyen ». De ce fait, il tente d'adopter le comportement d'un élève moyen. | |                                                                                            |                   |                |                    |
| 39 | Les Géants de pierre / Une Amitié dévorante / Un Jardin extraordinaire Rushmore Rumble / A Boy and His Bug / You Vegetabelieve It!                                                        | Genndy Tartakovsky / John McIntyre / Rumen Petkov                                          | 11 février 1998   |                | 223                |
| - Les Géants de pierre : Dexter et Mandark ramènent les têtes d'Abraham Lincoln et de George Washington à la vie pour déterminer lequel d'entre eux est le plus fort. - Une Amitié dévorante : Dexter néglige son insecte de compagnie, Crocky et ce dernier décide de manger l'intégralité de son laboratoire. - Un Jardin extraordinaire : Une formule créée par Dexter fait grandir les plantes de son jardin trop vite. | |                                                                                            |                   |                |                    |
| 40 | Les Yeux dans les Yeux / Tant qu'il y aura des Dee Dee Aye Aye Eyes / Dee Dee and the Man                                                                                                 | Genndy Tartakovsky / John McIntyre & Genndy Tartakovsky                                    | 18 février 1998   |                | 225                |
| - Les Yeux dans les Yeux : Une petite fille aux grands yeux tombe amoureuse de Dexter. - Tant qu'il y aura des Dee Dee : Dexter « renvoie » Dee Dee à cause du chaos qu'elle fait dans son laboratoire. Il se rend toutefois vite compte qu'il n'arrive pas à travailler dans une ambiance trop calme et fait donc passer des auditions pour engager une nouvelle Dee Dee. | |                                                                                            |                   |                |                    |
| 41 | Un Jeu vieux comme le monde / C'est dur d'être un héros / Mon Martien préféré Old Flame / Don't Be a Hero / My Favorite Martian                                                           | Genndy Tartakovsky / Rumen Petkov / John McIntyre                                          | 25 février 1998   |                | 229                |
| - Un Jeu Vieux comme le Monde: : Dexter ramène un homme des cavernes depuis le passé pour le remercier d'avoir inventé le feu. - C'est dur d'être un héros : Dexter tente de devenir un super-héros, et teste chaque super-pouvoir attribué par son unité centrale. - Mon Martien préféré : Dexter traverse mars pour trouver une intelligence extra-terrestre, sans savoir que Dee Dee lui a volé une capsule spatiale. Celle-ci étant tombée dans la poussière martienne, Dexter la prend pour un Martien. | |                                                                                            |                   |                |                    |
| 42 | Les Lutins noirs / La Chambre des angoisses / Mystère sous les branches Paper Route Bout / The Old Switcharooms / Trick or Treehouse                                                      | John McIntyre / John McIntyre / Rumen Petkov                                               | 4 mars 1998       |                | 230                |
| - Les Lutins noirs : Le père de Dee Dee entraîne cette dernière au lancer de journaux pour concurrencer une bande de ninjas. - La Chambre des angoisses : Le père de Dexter fait changer de chambres à ses deux enfants en guise de punition pour avoir détruit son trophée de bowling. Persuadé que sa sœur est en train de détruire son laboratoire, Dexter tente d'accéder à sa chambre sans que son père ne s'en rende compte. - Mystère sous les branches : Dee Dee construit une cabane dans les branches d'un arbre. | |                                                                                            |                   |                |                    |
| 43 | Un peu de silence / Accent tonique / Pêche et tradition Quiet Riot / Accent You Hate / Catch of the Day                                                                                   | John McIntyre / Rumen Petkov / Rumen Petkov & Genndy Tartakovsky                           | 11 mars 1998      |                | 231                |
| - Un peu de silence : Après avoir travaillé toute la nuit dans son laboratoire, Dexter tente de se reposer. - Accent tonique : Dexter est ciblé par un hooligan détestant les enfants avec de « drôles d'accents ». - Pêche et tradition : Le père de Dexter tente de réveiller son fils à l'aube pour l'emmener pêcher, mais une série de circonstances malheureuses font qu'ils n'arrivent jamais à temps, et cela durant des jours et des jours. À bout de patience face à l'incompétence manifeste de son abruti de père, Dexter décide de prendre les choses en mains. Il prend le volant de manière péremptoire et dans une course-poursuite totalement hystérique contre un autre père et son fils, rivaux de Dexter et de son propre père, il parvient à provoquer la sortie de route et l'explosion de la voiture adverse avant de plonger dans le lac avec l'automobile de son paternel, qui ne relève même pas et se félicite de pouvoir profiter d'une reposante journée de pêche! | |                                                                                            |                   |                |                    |
| 44 | Papa est dérangé / Vision déformée / Travailler du chapeau Dad Is Disturbed / Framed / That's Using Your Head                                                                             | John McIntyre / Genndy Tartakovsky / John McIntyre                                         | 18 mars 1998      |                | 232                |
| - Papa est dérangé : : Le père de Dexter tente de regarder un tournoi de golf, mais est constamment dérangé par sa famille. Barney et Betty Laroche des Pierrafeu font leur apparition. - Vision déformée : Les enfants cassent accidentellement les lunettes de Dexter dans le bus scolaire ce qui crée une mode à l'école. - Travailler du chapeau : Dexter découvre un vagabond qu'il pense être capable de communiquer avec les extra-terrestres. En réalité, ce sinistre personnage mériterait d'être guillotiné en place publique ! | |                                                                                            |                   |                |                    |
| 45 | L'Ampoule / La Symphonie arithmétique / L'Électronicomaniaque DiM / Just an Old Fashioned Lab Song / Repairanoid                                                                          | Genndy Tartakovsky / John McIntyre / Rumen Petkov                                          | 25 mars 1998      |                | 233                |
| - L'Ampoule : Dexter fait une escale au magasin de bricolage pour remplacer une ampoule ayant grillé dans son laboratoire. - La Symphonie arithmétique : Dexter prend des cours de piano avec le Professeur Williams. - L'Électronicomaniaque : Dexter pense qu'un électronicien venu à la maison est un espion. Finalement, celui-ci répare et améliore les performances électriques de son laboratoire et présente une facture de 40 000 $ à la maman de Dexter qui le paie en pièces de 1$ ! | |                                                                                            |                   |                |                    |
| 46 | À l'envers / La Dimension des folies animées / Soleil, surf et science Sdrawkcab / The Continuum of Cartoon Fools / Sun, Surf, and Science                                                | John McIntyre / Rumen Petkov & Genndy Tartakovsky / Rumen Petkov & Genndy Tartakovsky      | 1er avril 1998    |                | 236                |
| - À l'envers : Dexter invente une ceinture lui permettant d'exécuter toutes ses actions à l'envers, mais Dee Dee contrôle cette ceinture depuis le laboratoire. - La Dimension des folies animées : Dexter tente de découvrir par quel moyen Dee Dee entre sans arrêt dans son laboratoire et finit par en perdre la raison. - Soleil, surf et science : Mandark participe à un concours de surf pour conquérir le cœur de Dee Dee. | |                                                                                            |                   |                |                    |
| 47 | Bataille de Robots / Les Envahisseurs arrivent / Prisonnier de l'espace Big Bots / Gooey Aliens That Control Your Mind / Misplaced in Space                                               | Rumen Petkov & Genndy Tartakovsky / Rumen Petkov & Genndy Tartakovsky / Genndy Tartakovsky | 8 avril 1998      |                | 228                |
| - Bataille de Robots : Dexter et Dee Dee, à l'aide de leurs robots géants, tentent de calmer un volcan sur une île pour sauver ses habitants. - Les Envahisseurs arrivent : Les parents de Dexter et sa sœur Dee Dee se font contrôler par des forces extra-terrestres. - Prisonnier de l'espace : À la suite d'une maladresse de Dee Dee, Dexter est envoyé quelque part dans l'espace. Celle-ci est alors chargée par l'unité centrale de le sauver. | |                                                                                            |                   |                |                    |
| 48 | La Rivale de Dee Dee / Maman a des sueurs froides / Au Jeu comme à la guerre Dee Dee's Rival / Pslightly Psycho / Game for a Game                                                         | Rumen Petkov & Genndy Tartakovsky / John McIntyre & Genndy Tartakovsky / Rumen Petkov      | 15 avril 1998     |                | 235                |
| - La Rivale de Dee Dee : La sœur de Mandark, Olga Astronomonov, (alias Lili Rafale) tente de battre Dee Dee à son cours de danse. - Maman a des sueurs froides : Durant la fête des mères, la mère de Dexter se voit retirer ses gants jaunes pour les tâches ménagères. Paniquée, elle est rassurée lorsqu'elle s'aperçoit que sa famille lui a offert une paire de gants neufs, la contenant ainsi, pour son plus grand plaisir, dans son rôle de boniche soumise et docile, cantonnée à jamais aux tâches ménagères. Les féministes apprécieront! - Au Jeu comme à la guerre : Dee Dee ayant déclaré à Dexter qu'elle pouvait le battre à n'importe quel jeu, ce dernier veut la battre par n'importe quel moyen. | |                                                                                            |                   |                |                    |
| 49 | Petit Pied Agile contre Gazelle / La Vengeance sera terrible / Le Perroquet fou Blackfoot and Slim / Trapped with a Vengeance / The Parrot Trap                                           | John McIntyre / Genndy Tartakovsky / Rumen Petkov & Genndy Tartakovsky                     | 22 avril 1998     |                | 237                |
| - Petit Pied Agile contre Gazelle : Une équipe de tournage observe « Petit Pied Agile » (Dexter) et la « Gazelle » (Dee Dee) dans leur environnement naturel (leur maison). Dexter ayant fini par repérer l'équipe de tournage, il tente de fuir, mais est alors "endormi" par une fléchette avant d'être "bagué". - La Vengeance sera terrible : Dexter est piégé dans son école par le concierge qui lui reproche de devoir systématiquement rester à l'école à cause des heures supplémentaires du garçonnet. Finalement, celui-ci ne doit son salut qu'à l'intervention impromptue de la femme du concierge, une exubérante soviet de deux cents tonnes, qui, sans laisser à son infortuné mari l'occasion de s'expliquer, s'imagine qu'il faisait la bringue avec Dexter, le tout sur une musique dramatique. - Le Perroquet fou : Dexter invente un robot perroquet qui lui permet de s'auto-féliciter en répétant ses paroles. | |                                                                                            |                   |                |                    |
| 50 | Dexter et l'Ordinateuse contre Mandark / Les Frères Justice : Bobo la dent / Dexter contre le Père Noël Dexter and Computress Get Mandark! / Pain in the Mouth / Dexter Vs. Santa's Claws | John McIntyre / Genndy Tartakovsky / Rumen Petkov & Genndy Tartakovsky                     | 29 avril 1998     |                | 234                |
| - Dexter et l'Ordinateuse contre Mandark : Créé et narré par un jeune garçon de six ans ayant envoyé une cassette audio de l'épisode à la société Cartoon Network, l'histoire suit Dexter et son amie ordinateur tentent de faire rapetisser la tête de Mandark. - Les Frères Justice : Bobo la dent : Krounk souffre d'une dent après avoir ingéré des chips. - Dexter contre le Père Noël : Dexter tente de prouver à Dee Dee que le père Noël n'existe pas, il tente de démasquer ce dernier pour voir si c'est son père déguisé. | |                                                                                            |                   |                |                    |
| 51 | Dyno-Mite / Mélomania Dyno-Might / LABretto | Genndy Tartakovsky                                                                         | 6 mai 1998        |                | 238                |
| - Dyno-Mite : Dexter tente de remettre Dyno-Mite, le compagnon de justice du Faucon Bleu, d'aplomb. Mais devant la maladresse impensable du chien-robot, il le déconnecte et en construit un autre. - Mélomania : La vie de Dexter est résumée en une sorte d'opéra, depuis sa naissance jusqu'à son penchant pour la science. | |                                                                                            |                   |                |                    |
| 52 | La Bataille finale Last But Not Beast | Genndy Tartakovsky                                                                         | 15 juillet 1998   |                | 239                |
| - La Bataille finale : Dexter participe à un programme d'échange culturel avec un écolier japonais. Lors de son premier jour de cours, désireux de montrer à ses nouveaux camarades l'étendue de sa technologie, il tire accidentellement des missiles dans le cratère d'un volcan et y réveille un monstre que ni les Frères Justice, ni l'armée, ni même Momo ne peuvent arrêter. Revenu chez lui grâce à un jet supersonique, Dexter se résout à faire appel à sa soeur, mais également à ses parents pour l'aider à manœuvrer un robot géant susceptible de vaincre le monstre. De ce fait, il dévoile à ceux-ci l'existence de son laboratoire. Une fois sur place, la famille Dexter est mise en difficulté par le monstre, puis par l'intervention péremptoire de Mandark qui augmente involontairement la puissance du monstre. Finalement aidés par l'intervention opportune du singe Momo, Dexter et ses proches l'emportent. Momo perd accidentellement son masque, révélant son identité à Dexter. Ce dernier efface la mémoire de ses parents avec un appareil portatif. Momo fait de même sur Dexter. Mandark qui avait été dévoré par le monstre s'extirpe des restes de ce dernier et s'imagine avoir sauvé le monde. Seuls Dee Dee et Momo connaissent alors le fin mot de l'histoire. | |                                                                                            |                   |                |                    |

### Troisième saison (2001–2002)
| No. de série | Titre français | Diffusion américaine | Date française   | Code de production |
| --- | --- | -------------------- | ---------------- | ------------------ |
| 53 | Nickel Chrome / Une Histoire à papa / Quel pied ! Streaky Clean / A Dad Cartoon / Sole Brother                                                                                  | 16 novembre 2001     | 18 novembre 2001 | 302                |
| - Nickel Chrome : Dexter créé un satellite lui permettant d'éliminer toute saleté sur ses vêtements. - Une Histoire à papa : Papa décide de nettoyer la voiture familiale. - Quel pied ! : Dexter devient accidentellement l'un des pieds de Dee Dee après une expérience. | |                      |                  |                    |
| 54 | Télépathe qui croyait prendre / Une Histoire de Quoin Quoin / MaMandark Mind Over Chatter / A Quackor Cartoon / Momdark                                                         | 16 novembre 2001     | 18 novembre 2001 | 301                |
| - Télépathe qui croyait prendre : Dexter tente de lire les pensées de son père pour connaître quel cadeau il aura pour son anniversaire. Cependant, tout le contraire se produit, et chacun lit les propres pensées de Dexter. - Une Histoire de Quoin Quoin : Coin-coin le canard retourne dans le laboratoire de Dexter pour combattre Momo le singe. Les deux tombent amoureux lorsque Momo apprend que Quoin-Quoin est une femelle. - MaMandark : Mandark se déguise en la mère de Dexter pour entrer facilement dans le laboratoire sans éveiller de soupçon. | |                      |                  |                    |
| 55 | Influence désastreuse / La Science parfois se trompe / Le Grand-père de toutes les inventions Copping an Aptitude / A Failed Lab Experiment / The Grand-Daddy of All Inventions | 30 novembre 2001     |                  | 304                |
| - Influence désastreuse : Les parents de Dexter décident d'envoyer ce dernier étudier à l'université, mais il décide à la fin de faire la fête. - La Science parfois se trompe : Dexter voit à travers les vêtements des gens. - Le Grand-père de toutes les inventions : Lors d'une visite chez son grand-père, Dexter découvre que lui aussi possède un laboratoire secret. | |                      |                  |                    |
| 56 | Super Papa / Une Histoire de maman / La Farce cachée de la Lune Poppa Wheely / A Mom Cartoon / The Mock Side of the Moon                                                        | 18 janvier 2002      |                  | 303                |
| - Super Papa : Dexter créé le père idéal pour la journée des métiers. - Une Histoire de maman : La mère de Dexter se bat dans un supermarché contre une autre mère pour obtenir les derniers gants en latex. - La Farce cachée de la Lune : Dexter traverse la lune et découvre que des extra-terrestres planifient une attaque de la Terre. | |                      |                  |                    |
| 57 | Si je me souviens bien / Une Histoire de Mandark / Télé accro If Memory Serves / A Mandark Cartoon / Tele Trauma                                                                | 22 février 2002      |                  | 306                |
| - Si je me souviens bien : Pour éviter de perdre tous ses souvenirs, Dexter invente une machine lui permettant de les retenir. - Une Histoire de Mandark : Mandark veut détruire Dexter. Sa préparation se centre sur le rire de Mandark. - Télé accro : | |                      |                  |                    |
| 58 | Un Garçon nommé Suzanne / Le labo en folie A Boy Named Sue / Lab on the Run | 29 mars 2002         |                  | 305                |
| - Un Garçon nommé Suzanne : Les origines de Mandark sont révélées. - Le labo en folie : Trois robots s'échappent du laboratoire de Dexter, pour finir dans un bar. | |                      |                  |                    |
| 59 | Virus / Une Histoire de Dee Dee / Dans les Toilettes des filles Dos Boot / A Dee Dee Cartoon / Would You Like That in the Can                                                   | 7 juin 2002          |                  | 307                |
| - Virus : Mandark pénètre dans l'unité centrale de Dexter. - Une Histoire de Dee Dee : Dee Dee décide de créer son propre « laboratoire » après avoir été expulsé de celui de Dexter. - Dans les Toilettes des filles : Dexter et son ami Douglas Mordecai doivent pénétrer dans les toilettes des filles pour récupérer son déjeuner. | |                      |                  |                    |
| 60 | L'instant magique / Histoire sans parole / Les contraires s'attirent That Magic Moment/A Silent Cartoon/Opposites Attract                                                       | 14 juin 2002         |                  | 308                |
| - L'instant magique : L'oncle magicien de Dexter vient lui rendre visite. - Histoire sans parole : Dexter tente de repeindre son laboratoire en bleu, tandis que sa sœur tente de le repeindre en rose (parodie de la série La panthère rose). - Les contraires s'attirent : Dexter crée un champ magnétique lui permettant de s'éloigner de sa sœur. | |                      |                  |                    |
| 61 | Festival B.D / Une Troisième Histoire de papa / Robot Dexto 3000 Comic Relief / A Third Dad Cartoon / RoboDexo 3000                                                             | 21 juin 2002         |                  | 310                |
| - Festival B.D : Dexter créé un appareil lui permettant de vivre sous l'apparence physique d'un super-héros de bande-dessinée, avec comme ennemie jurée sa sœur Dee Dee sous le nom de Destructa. - Une Troisième Histoire de papa : Le père de Dexter joue au golf avec ses enfants. - Robot Dexto 3000 : Dexter crée un robot remplaçant son ancien robot. | |                      |                  |                    |
| 62 | Le Dire avec des gants / Une Histoire de maman et papa / Une bonne claque aux petites mauvaises odeurs Glove at First Sight / A Mom & Dad Cartoon / Smells Like Victory         | 28 juin 2002         |                  | 311                |
| - Le Dire avec des gants : les parents de Dexter se remémorent leur première rencontre. - Une Histoire de maman et papa : Dexter et Dee Dee écoute discrètement une conversation entre leur père et leur mère pendant un jeu de Scrabble ; les enfants pensent par mégarde que leur père la trompe. - Une bonne claque aux petites mauvaises odeurs : L'armée américaine attaque le laboratoire de Dexter, pensant qu'elle a affaire à des extra-terrestres. | |                      |                  |                    |
| 63 | Ô mon Frère / Une Autre Histoire de papa / Fatal traction Oh, Brother? / Another Dad Cartoon / Bar Exam                                                                         | 5 juillet 2002       |                  | 309                |
| - Ô mon Frère : Dexter transforme sa sœur en garçon appelé Doodie. - Une Autre Histoire de papa : Avec toute sa famille sortie de la maison, Papa décide de se lâcher et de danser. - Fatal traction : Dexter doit réussir un examen d'éducation physique pour entrer en classe supérieure. | |                      |                  |                    |
| 64 | Mais où est donc Pipounet ? / Fonce famille Dexter, fonce Jeepers, Creepers, Where Is Peepers / Go, Dexter Family, Go!                                                          | 12 juillet 2002      |                  | 313                |
| - Mais où est donc Pipounet ? : Dee Dee et Koos doivent récupérer Pipounet. - Fonce famille Dexter, fonce : La famille de Dexter doivent échapper aux aliens. | |                      |                  |                    |
| 65 | Même pas peur / Une Histoire de maman / Mon père, c'est le plus fort du monde Scare Tactics / A Mom Cartoon / My Dad vs. Your Dad                                               | 20 septembre 2002    |                  | 312                |
| - Même pas peur : Après avoir regardé un film d'horreur, Dexter et son père sont effrayés. - Une Histoire de maman : Ce second court-métrage sur maman reprend le 56e épisode. - Mon père, c'est le plus fort du monde : Le père de Dexter et de Mandark s'affrontent. | |                      |                  |                    |

### Quatrième saison (2002–2003)
| No. de série | Titre français | Date de diffusion américaine | Date de diffusion française | Code de production |
| --- | --- | ---------------------------- | --------------------------- | ------------------ |
| 66 | Qu'il est beau / Trou de mémoire / La Guerre des labos Beau Tie / Remember Me? / Overlabbing                                      | 22 novembre 2002             |                             | 402                |
| - Qu'il est beau : Dee Dee a un nouveau copain, nommé Beau, qui aime la science et Einstein. Néanmoins, Dexter tente d'attirer son attention sur ce qu'il adore. - Trou de mémoire : Avec Dexter, devenu amnésique, Dee Dee décide lui donner une nouvelle identité. - La Guerre des labos : Dexter et Mandark creusent sous terre afin de construire leur laboratoire respectif.                                    | |                              |                             |                    |
| 67 | Erreur système / C'est le bouquet / La Bibliothèque de Dexter Sis-Tem Error / Bad Cable Manners / Dexter's Library                | 25 avril 2003                |                             | 401                |
| - Erreur système : Dee Dee coupe accidentellement l'alimentation générale du laboratoire de Dexter. - C'est le bouquet : Dexter pirate le câble pour son père. - La Bibliothèque de Dexter : Dexter devient propriétaire de sa propre bibliothèque. | |                              |                             |                    |
| 68 | Mme Dee Dee, Voyante ! / Monstre Dee Dee / Le Somnambule The Scrying Game / Monstrosi-Dee Dee / Dad Man Walking                   | 2 mai 2003                   |                             | 405                |
| - Mme Dee Dee, Voyante ! : Dee Dee apprend un nouveau jeu prédisant l'avenir. - Monstre Dee Dee : Après avoir mangé une pomme contaminée, Dee Dee se transforme en monstre. - Le Somnanbule : Le père de Dexter est somnambule et se promène inconsciemment à travers le laboratoire. | |                              |                             |                    |
| 69 | Le Dilemme de Dexter / Le Faux Chapeau / Les Supers amis Dexter's Little Dilemma / Faux Chapeau / D²                              | 9 mai 2003                   |                             | 403                |
| - Le Dilemme de Dexter : Dexter rapetisse ses parents et les mets dans une maison modèle réduite. - Le Faux Chapeau : La nouvelle invention de Dexter ressemble à un chapeau. - Les Supers amis : Dexter et Dee Dee réalisent qu'ils forment une équipe soudée, et décident de faire le bien autour d'eux, mais rien ne se passe comme prévu.                                                                        | |                              |                             |                    |
| 70 | Un Air dans la tête / Les Peluches en folie / Une Encre bien sympathique Head Band / Stuffed Animal House / Used Ink              | 16 mai 2003                  |                             | 404                |
| - Un Air dans la tête : Dee Dee ne peut s'empêcher de chanter un air musical, qui est actuellement un virus. - Les Peluches en folie : Les peluches de Dee Dee viennent à la vie. - Une Encre bien sympathique : Dexter crée un nouveau genre d'encre lui permettant de contrôler les autres. | |                              |                             |                    |
| 71 | Une Fille, deux Génies / Échec et Maman / Le Roi du ménage School Girl Crushed / Chess Mom / Father Knows Least                   | 23 mai 2003                  |                             | 407                |
| - Une Fille, deux Génies : Dexter et Mandark se font surpasser par une nouvelle élève à leur école, et s'allient pour se débarrasser d'elle. - Échec et Maman ! : La mère de Dexter l'encourage lors d'un tournoi d'échec, mais elle s'avère être embarrassante. - Le Roi du ménage : Le père de Dexter doit s'occuper de la maison pendant que maman rend visite à sa sœur.                                         | |                              |                             |                    |
| 72 | Dexter le Barbare / Patate ! / Vision d'horreur Dexter the Barbarian / Tuber Time / Sore Eyes                                     | 30 mai 2003                  |                             | 406                |
| - Dexter le Barbare : Dexter tente d'incarner son héros préféré issu d'un comics. - Patate ! : Dexter étudie la pomme de terre, et découvre sa capacité à produire de l'énergie renouvelable. Il tente alors dans récupérer le plus possible afin de donner suffisamment d'énergie à son laboratoire. - Vision d'horreur : Dexter, s'étant opéré lui-même la vue, réussit à y voir plus clair, trop clair.           | |                              |                             |                    |
| 73 | Un Problème de taille / Une Histoire à Dormir Debout / Couper les cheveux en quatre Height Unseen / Bygone Errors / Folly Calls   | 12 septembre 2003            |                             | 408                |
| - Un Problème de taille : Fatigué d'être le plus petit de son école, Dexter rapetisse tout le monde. - Une Histoire à Dormir Debout : - Couper les cheveux en quatre : Lorsque Dee Dee tente de se couper les cheveux, elle coupe accidentellement l'une de ses nattes. Dexter lui donne une potion pour lui faire repousser les cheveux, mais elle en abuse.                                                        | |                              |                             |                    |
| 74 | Voix off / Une Blonde et ça repart / Une BD pas compliquée Voice Over / Blonde Leading the Blonde / Comic Stripper                | 19 septembre 2003            |                             | 409                |
| - Voix off : L'unité centrale de Dexter souffrant d'une laryngite, Dexter tente de programmer une voix de remplacement. - Une Blonde et ça repart : Dexter refuse d'admettre que les blondes s'amusent plus. Dee Dee lui teint donc les cheveux en blond durant la nuit. - Une BD pas compliquée : Dexter découvre que tous les gestes effectués par Mandark lors de leurs combats de robots sont issus d'un comics. | |                              |                             |                    |
| 75 | Tournoi de Golf / Les Fous du volant de Dexter Tee Party / Dexter's Wacky Races                                                   | 26 septembre 2003            |                             | 410                |
| - Tournoi de Golf : Dexter et son père participent à un tournoi de golf, mais le père de Dexter ne semble pas être fait pour pratiquer ce sport. - Les Fous du volant de Dexter : Dexter, Momo le singe, Les frères justices, Dee Dee, son ami imaginaire Koosalagoopagoop, Mandark, et ses parents, et les parents de Dexter participent à une course. C'est un parodie de la série Les Fous du Volant              | |                              |                             |                    |
| 76 | Le Laboratoire de demain / La Chair de poule / Le Vide-grenier The Lab of Tomorrow / Chicken Scratch / Garage Sale                | 4 novembre 2003              |                             | 411                |
| - Le Laboratoire de demain : Momo commente les inventions du futur. L'épisode s'inspire des anciennes séries Tex Avery. - La Chair de poule : Dexter est atteint de varicelle. - Le Vide-grenier : Dexter crée un appareil transformant les gens en monstruosité. | |                              |                             |                    |
| 77 | Règlement de comptes / Le Poète maudit / Le Zoo They Got Chops / Poetic Injustice / Comedy of Feathers                            | 20 novembre 2003             |                             | 412                |
| - Règlement de comptes : Dee Dee étant devenue plus forte que Dexter au judo, ce dernier tente d'apprendre les mêmes techniques dans le même dojo que sa sœur. - Le Poète maudit : Dexter tombe amoureux d'une nouvelle élève à l'école, mais ne parvient pas à lui avouer ses sentiments pour elle. - Le Zoo : Dexter est forcé d'emmener Dee Dee au zoo. Là-bas, il finit par se confronter à une autruche.        | |                              |                             |                    |
| 78 | La Baby-sitter / Mandark le Montagnard / 2 Génies + 1 labo = 3 en colère Babe Sitter / Mountain Mandark / 2Géniuses 2Gether 4Ever | 5 septembre 2003             |                             | 413                |
| - La Baby-sitter : Dee Dee est engagée par les parents de Mandark pour le garder. - Mandark le Montagnard : Mandark se familiarise avec la nature. - 2 Génies + 1 labo = 3 en colère : Dexter décide de travailler avec Mandark. | |                              |                             |                    |